# Скандинавський міл
Скандинавський міл або Скандинавська миля (швед. mil, норв. mil, [miːl]) — одиниця довжини, поширена в Норвегії та Швеції, але не в Данії. Сьогодні стандартизована як 1 міл, що становить 10 кілометрів, але в минулому мала різні значення.
Слово походить від того самого римського джерела, що й англійська миля. У Швеції та Норвегії міжнародну милю часто розрізняють як "англійську милю" (англ. mile), хоча в ситуаціях, коли може виникнути плутанина, для скандинавів частіше описують відстані в термінах офіційних одиниць вимірювання SI.